# Echemoides penai
Echemoides penai Platnick & Shadab, 1979 è un ragno appartenente alla famiglia Gnaphosidae.

## Etimologia
Il nome proprio deriva dal collezionista L. Peña che ha raccolto l'olotipo maschile il 6 giugno 1968.

## Caratteristiche
Il maschio può essere riconosciuto per i lobi disuguali dell'apofisi tibiale retrolaterale e per una cospicua distanza fra gli elementi dei pedipalpi. La femmina si distingue per i margini dell'epigino arrotondati.
L'olotipo maschile rinvenuto ha lunghezza totale è di 6,88mm; la lunghezza del cefalotorace è di 3,02mm; e la larghezza è di 2,41mm.

## Distribuzione
La specie è stata reperita nel Cile settentrionale: in località Camiña Canyon, nei pressi della cittadina di Chapiquilta, appartenente alla Regione di Tarapacá; e nel Perù meridionale: nella località di Lomas de Mollendo, appartenente alla regione di Arequipa.

## Tassonomia
Al 2015 non sono note sottospecie e dal 1979 non sono stati esaminati nuovi esemplari